# Bicyclus alboplaga
Bicyclus alboplaga je leptir iz porodice šarenaca. Pronađen je u Republici Kongo, DR Kongo, Srednjoafričkij Republici i Ugandi.

## Vanjske poveznice
|  | Zajednički poslužitelj ima još gradiva o temi Bicyclus alboplaga |